# Ichthyodes lineigera
Ichthyodes lineigera är en skalbaggsart som först beskrevs av Francis Polkinghorne Pascoe 1867.  Ichthyodes lineigera ingår i släktet Ichthyodes och familjen långhorningar. Inga underarter finns listade i Catalogue of Life.